# Spinning Jenny

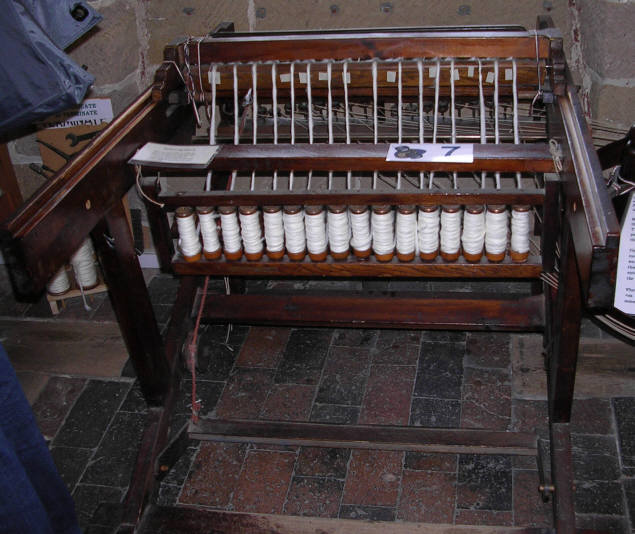
Hargreaves Spinning Jenny im North Mill Museum in Belper (Derbyshire)

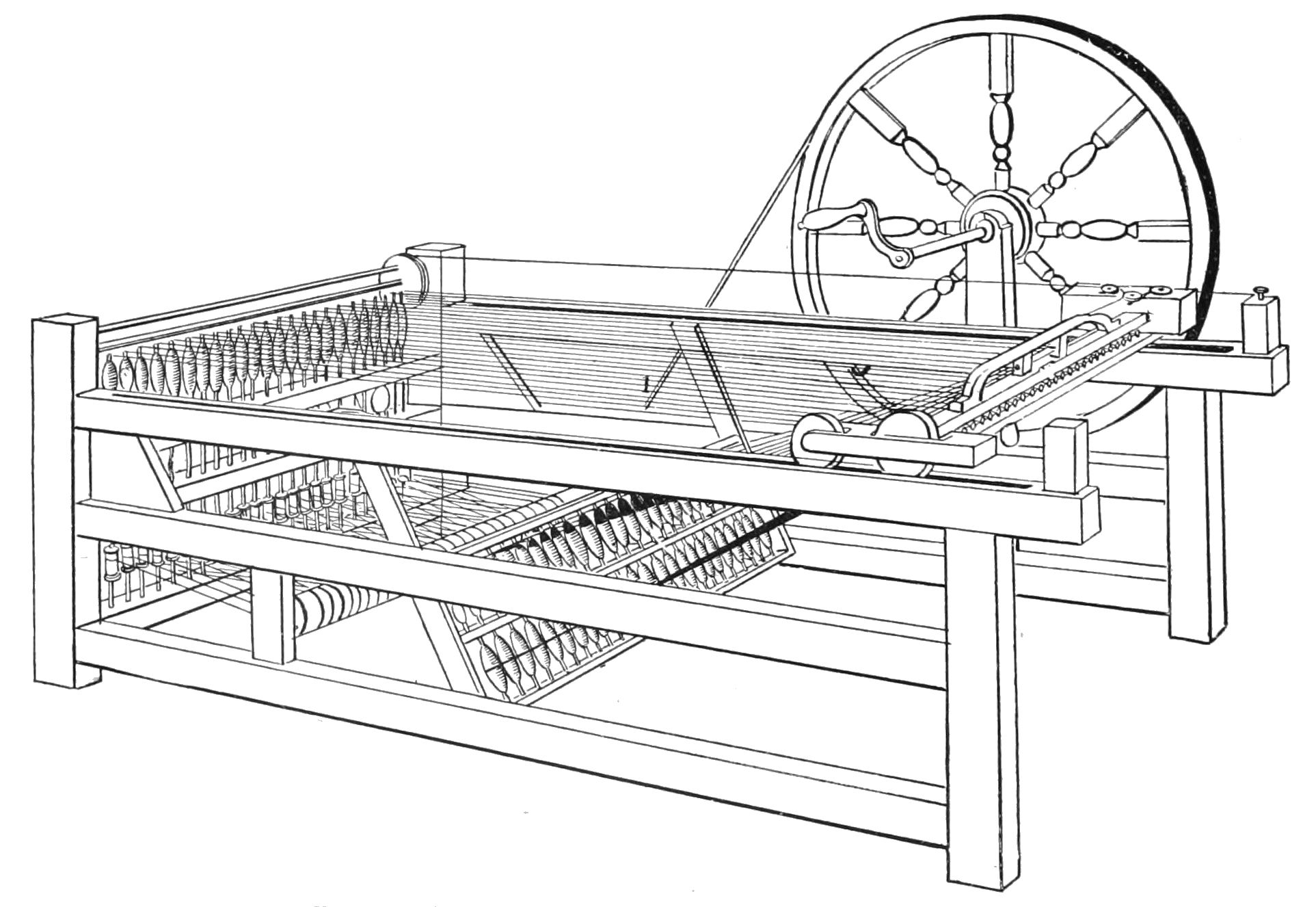
Verbesserte Spinning Jenny nach Richard Marsden, 1884

Spinning Jenny (oder einfach nur Jenny) ist der Name der ersten Spinnmaschine. Sie ähnelte auf den ersten Blick einem Spinnrad, jedoch mit einer Vielzahl von Spindeln statt einer einzigen; sie arbeitete im Gegensatz dazu ähnlich wie die Handspindel nach dem Absetzverfahren.
Die Spinning Jenny gilt mit ihrem hohen Zuwachs an Produktivität gegenüber dem Spinnrad als ein Meilenstein der industriellen Revolution und der Technikgeschichte.

## Hintergrund
Die Spinning Jenny wurde um das Jahr 1765 erfunden. Die Erfindung wird überwiegend dem englischen Weber James Hargreaves zugeschrieben; eine verbreitete Gegenposition stützt sich auf eine 1828 veröffentlichte 233 Seiten umfassende Ausarbeitung von Richard Guest, welcher die Erfindung Thomas Highs (alt. Schreibweise: Thomas Hayes) zuschreibt.
Die Neuerung machte den Spinnprozess wesentlich produktiver. Mit ihr konnte ein Spinner genau einen Weber mit Vormaterial versorgen. Zuvor hatte das Verhältnis bei vier bis acht Spinnern und einem Weber gelegen.
Die Spinning Jenny verbreitete sich schnell in der gesamten Textilindustrie, da sie im Gegensatz zu vielen anderen Textilmaschinen noch durch menschliche Muskelkraft angetrieben werden konnte. Der Arbeitsprozess war allerdings recht anspruchsvoll: das eigentliche, vom darauffolgenden Aufwickeln des fertigen Fadens getrennte Spinnen der Fasern erfolgte auf allen Spindeln gleichzeitig. Zudem konnte der Spinner die Zufuhr der Fasern nicht mehr mit den eigenen Fingern vornehmen, sondern musste an der Stelle ein Gespür für das Verhalten der eigenen Maschine entwickeln, die hier mit klauenähnlichen Zangen arbeitete. Somit stiegen die Ansprüche an die Qualifikation des Spinners beträchtlich.
In den folgenden Jahrzehnten ersetzten leistungsfähigere Spinnmaschinen die Spinning Jenny, die meist Weiterentwicklungen waren: die Waterframe, die Spinning Mule und der Selfaktor. Diese wurden stets von einer fremden Energiequelle wie zunächst dem Wasserrad und später der Dampfmaschine angetrieben.
Ein Funktionsmodell der Spinning Jenny kann in der Dauerausstellung der Textilfabrik Cromford in Ratingen besichtigt werden.
Die Herkunft des Namens ist ungeklärt. Einige Quellen berichten, dass Hargreaves eine Tochter (oder eine Frau) namens Jenny gehabt habe, die ein traditionelles Spinnrad umgeworfen hätte und Hargreaves so zu seiner Erfindung (und ihrem Namen) inspirierte. Laut den kirchlichen Geburtsregistern hatte er zwar 13 Kinder, jedoch hieß keine seiner Töchter noch seine Ehefrau Jenny. ‚Jenny‘ war jedoch zu dieser Zeit eine Kurzform von ‚engine‘ (engl. für ‚Maschine‘), was zum Namen Spinning Jenny geführt haben könnte.